# Kiyosawa Kiyoshi

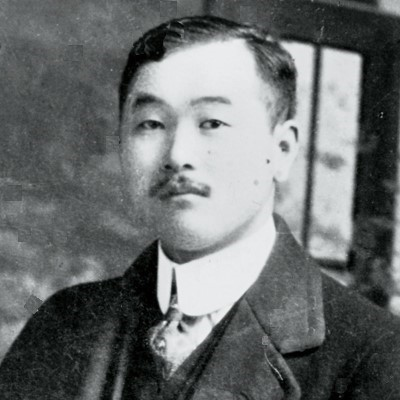
Kiyosawa Kiyoshi

Kiyosawa Kiyoshi (japanisch 清澤 洌; geboren 8. Februar 1890 in Kitahotaka (Präfektur Nagano); gestorben 21. Mai 1945) war ein japanischer Journalist und Gesellschaftskritiker.

## Leben und Wirken
Kiyosawa Kiyoshi studierte dem Abschluss der Grundschule am „Kensei Gijuku“ (研成義塾) in seiner Heimatstadt, einer Privatschule, die von dem christlich orientierten Iguchi Kigenji (井口 喜源治; 1870–1938) gegründet worden war. So wurde er vom Puritanismus beeinflusst. 1906 reiste er in die Vereinigten Staaten und studierte Volkswirtschaftslehre am „Whitworth College“ in Spokane. Später arbeitete er für japanische Zeitungen in Seattle und San Francisco.
Nach seiner Rückkehr nach Japan im Jahr 1920 wurde Kiyosawa Leiter der Abteilung für Auswärtige Angelegenheiten der Zeitung „Chūgai shōgyō shimpō“ (中外商業新報) (heutet „Nikkei“), besuchte China und schrieb Interviews mit führenden Politikern. 1927  wurde er vom stellvertretenden Generaldirektor der Planungsabteilung der Zeitung „Tokyo Asahi Shimbun“ (東京朝日新聞), aber in seinem Buch „Jiyū Nihon o asaru”“ (自由日本を漁) – „Einfangen des freiheitlichen Japans“ 1929 wurde das Kapitel, „Amakasu to Ōsugi no taiwa“ (甘粕と大杉の対話) – „Gespräch von Amakasu Masahiko und Ōsugi“ vom rechten Flügel unter Beschuss genommen. Aus diesem Grunde wurde er 1929 freiberuflich als Journalist tätig und berichtete u. a. 1930 als Korrespondent für das Magazin „Chūōkōron“ über den Londoner Flottenvertrag.
1938 wurde Kiyosawa Berater der Zeitung „Tōyō Keizai Shimpō“ (東洋経済新報) und freundete sich mit dem Politiker Ishibashi Tanzan an. 1939 gründete er mit Miki Kiyoshi, Shimanaka Yūsaku (1887–1949) und anderen die „National Academic Association“ (国民学術協会, Kokumin gakujutsu kyōkai). Er veröffentlichte am Beginn des Zweiten Weltkriegs 1940 „Dainiji Ōshū taisen no kenkyū“ (第二次欧州大戦の研究) – „Studie zum 2. Weltkrieg in Europa“.
Unter dem Einfluss von Uchimura Kanzō setzte Kiyosawa sein Leben als liberaler unabhängiger Kritiker fort. 1942 erschien „Nihon gaikō-shi“ (日本外交史) – „Geschichte der diplomatischen Beziehungen Japans“. Seine ganze Stärke zeigt sich im Kriegstagebuch, das nach dem Krieg 1954 als "Ankoku nikki" (暗黒日記) – „Dunkles Tagebuch“ in drei Bänden veröffentlicht wurde. Kiyosawa starb im Mai 1945, kurz vor Kriegsende, an einer akuten Lungenentzündung.